# Enamorándome de Ramón
 (срп. Заљубљена у Рамона) мексичка је теленовела, продукцијске куће Телевиса, снимана и приказана током 2017.

## Синопсис
Фабиола и Андреа Медина, као и њихова бака Ортенсија, сломљене су кад сазнају да су им родитељи погинули у авионској несрећи. Шок је још већи кад се испостави да ће новцем добијеним од осигурања управљати њихова скромна дадиља Хуана. Ненаметљива и добродушна жена преко ноћи постаје богаташица — полиса је вредна милион долара. Уморна од притиска породице коју је годинама служила, Хуана говори да јој не пада на памет да некоме да пуномоћје за управљање новцем, те да ће њиме располагати мислећи на добробит Фабиоле и Андрее. Њу новац у ствари уопште не занима, а главна брига јој је син Рамон, аутомеханичар који је након везе са Софијом, кћерком нарко-боса, морао да напусти престоницу. Када се поново сретне са мајком, саветује је да се одрекне новца и тако избегне проблеме са породицом Медина.
У међувремену, Рамон налази посао у аутомеханичарској радионици, чија је власница амбициозна и само наизглед хладнокрвна Фабиола. Хемија међу њима рађа се већ при првом сусрету, али она одбија да прихвати да јој се свиђа дадиљин син. Међутим, чак и њен дечко Франсиско схвата да се нешто дешава и кључа од љубоморе. За то време, Ортенсија открива да су документа којима је новац доспео у Хуанине руке у ствари фалсификована. А док се дадиља бори да докаже своју невиност, Рамон покушава да одлучи да ли његово срце жели Фабиолу или можда Софију, која се вратила у његов живот и чини све да га поново освоји.

### Главне улоге
| Глумац:            | Улога:                   |
| ------------------ | ------------------------ |
| Есмералда Пиментел | Фабиола Медина Фернандез |
| Хосе Рон           | Рамон Лопез              |

### Споредне улоге
| Глумац:                | Улога:              |
| ---------------------- | ------------------- |
| Нурија Бахес           | Ортенсија Ракена    |
| Марисол дел Олмо       | Хуана Лопез         |
| Марсело Кордоба        | Хулио Медина        |
| Лисет                  | Вирхинија Сотомајор |
| Луз Елена Гонзалес     | Роксана             |
| Карлос Брачо           | Педро Ламадрид      |
| Алехандро Ибара        | Порфирио            |
| Фабиола Гуахардо       | Софија              |
| Гонзало Пења           | Франсиско           |
| Пјер Анђело            | Бенито              |
| Барбара Торес          | Луиса Наваро        |
| Клаудија Мартин        | Андреа Медина       |
| Пјер Луис              | Хорхе Медина        |
| Марија Алисија Делгадо | Фредесвинда         |
| Ребека Манкита         | Емилија Гомез       |
| Сачи Тамаширо          | Маргарита           |
| Росана Сан Хуан        | Офелија             |
| Алфредо Гатика         | Раул                |
| Ана Химена Виљануева   | Далија              |
| Дијего Ескалона        | Дијего Фернандез    |
| Сужи Абрего            | Адалхиса            |
| Алехандро Валенсија    | Валенте             |
| Иван Амозурита         | Освалдо             |
| Хосе Пабло Минор       | Сантијаго           |
| Стефани Бумелкроунд    | Сара Солер          |
| Марлене Калб           | Сусана Волф         |
| Хорхе Ортин            | Лућо                |
| Алехандро Пениче       | Агустин             |
| Фернанда Визует        | Вероника            |
| Алехандро Муела        | Алфонсо             |
| Солкин Руз             | Салвадор Чава       |
| Хосе Луис Бадалт       | Дарио Гонзалес      |
| Родриго Видал          | Делфино Ровира      |
| Кевин Холт             | Гуеро               |
| Херардо Мунхија        | Данијел Руиз        |
| Ектор Круз             | Куељар              |
| Алфонсо Итуралде       | Пабло Мендез        |
| Хуан Алехандро Авила   | Хасинто             |
| Рене Муси              | Карлос              |
| Бенг Зенг              | Теофило             |
| Флор Мартино           | Ребека              |
| Едуардо Чакет          | Рикардо Медина      |
| Лупита Хонес           | Каталина Кати       |
| Бени Ибара             | Росендо             |
| Рикардо Фернандез Руе  | Едмундо Пестана     |
| Беатрис Морено         | Анселма             |
| Рут Росас              | Дора                |
| Рафаел Амадор          | др. Пуел            |
| Бенхамин Ислас         | судија              |
| Данијел Чавез Камаћо   | Леандро             |
| Лени Зундел            | др. Линарес         |
| Естебан Франко         | Висенте             |
| Магда Карина           | Рејна               |
| Херардо Сантинез       | детектив            |
| Карлос Бераган         | Маноло Естрада      |